# 中河乡
中河乡，是中华人民共和国宁夏回族自治区固原市原州区下辖的一个乡镇级行政单位。

## 行政区划
中河乡下辖以下地区：
中河村、庙湾村、油坊村、丰堡村、黄沟村、高坡村、曹河村、小沟村、红沟村、硝口村、上店村和红崖村。